# ヴェントゥーラ・アルヴァラード
ヴェントゥーラ・アルヴァラード（Ventura Alvarado 、1992年8月16日 - ）は、アメリカ合衆国・アリゾナ州フェニックス出身のプロサッカー選手。元サッカーアメリカ合衆国代表。FCフアレス所属。ポジションはDF。

## 経歴

### 初期
アリゾナ州フェニックスにて、メキシコ移民の両親の下に生まれた。その後、10代で両親の祖国メキシコに渡った。

### クラブ
2008年よりクラブ・アメリカのアカデミーでプレーを始め、2012–13シーズンにプロデビュー。2013–14シーズンはクラブ・ネカクサにレンタル移籍した。

### 代表
その出自からメキシコ代表を選ぶことも出来たが、最終的にアメリカ合衆国代表でのプレーを選んだ。2015年3月25日のデンマーク戦で代表戦初出場。2015 CONCACAFゴールドカップ開幕戦のホンジュラス戦ではゲームキャプテンを務めた。

## タイトル
クラブ・アメリカ
- リーガMX: クラウスーラ2013, アペルトゥーラ2014
- CONCACAFチャンピオンズリーグ: 2014-15, 2015-16

サントス・ラグナ
- リーガMX: クラウスーラ2018

クラブ・ネカクサ
- コパ・メヒコ: クラウスーラ2018
- スーペルコパMX: 2018